# Joe Spence
Joseph Walter „Joe” Spence (ur. 15 grudnia 1898, zm. 31 grudnia 1966) – angielski piłkarz, który występował na pozycji napastnika.

## Kariera klubowa
Po występach w amatorskich klubach, w marcu 1919 został zawodnikiem Manchesteru United, w którym zadebiutował 30 sierpnia 1919 w meczu przeciwko Derby County. Biorąc pod uwagę rozgrywki ligowe i pucharowe, rozegrał w United 510 meczów i zdobył 168 bramek. W czerwcu 1933 przeszedł do Bradford City, zaś w 1935 do Chesterfield, w którym występował przez sezon. W późniejszym okresie był między innymi skautem w Manchesterze United.

## Kariera reprezentacyjna
W reprezentacji Anglii zadebiutował 24 maja 1926 w meczu przeciwko Belgii. W sumie w kadrze narodowej wystąpił dwa razy i zdobył jedną bramkę.
| #  | Data                 | Miejsce                       | Mecz              | Wynik | Bramki | Rozgrywki                 |
| -- | -------------------- | ----------------------------- | ----------------- | ----- | ------ | ------------------------- |
| 1. | 24 maja 1926         | Stadion Olimpijski, Antwerpia | Belgia – Anglia   | 3:5   |        | mecz towarzyski           |
| 2. | 20 października 1926 | Anfield                       | Anglia – Irlandia | 3:3   |        | British Home Championship |